# Jegor Wladimirowitsch Sorin
Jegor Wladimirowitsch Sorin (russisch Егор Владимирович Сорин; * 8. Juli 1985) ist ein ehemaliger russischer Skilangläufer.

## Werdegang
Sorin startete international erstmals im März 2005 bei den Nordischen Junioren-Skiweltmeisterschaften in Rovaniemi. Dort gewann er die Goldmedaille mit der Staffel. Zudem belegte er dort den 13. Platz im Sprint und den zehnten Rang über 10 km Freistil. Sein Debüt im Weltcup hatte er im Januar 2009 in Rybinsk, das er auf dem 27. Platz im 15-km-Massenstartrennen beendete. Bei der Winter-Universiade 2009 in Yabuli holte er die Silbermedaille im Skiathlon und jeweils die Goldmedaille im Sprint und mit der Staffel. Im Dezember 2009 wurde er beim Alpencup in Hochfilzen Dritter im Sprint. Im folgenden Monat erreichte er in Otepää mit dem zehnten Platz über 15 km klassisch seine beste Platzierung im Weltcupeinzel. In der Saison 2011/12 belegte er den 18. Platz in der Gesamtwertung des Eastern-Europe-Cups. Dabei erreichte er mit dem vierten Platz im Sprint in Krasnogorsk sein bestes Ergebnis im Eastern-Europe-Cup. Sein sechstes und damit letztes Weltcuprennen lief er im Februar 2012 in Moskau, welches er auf dem 43. Platz im Sprint beendete.